# Protomyctophum
Protomyctophum is een geslacht van straalvinnige vissen uit de familie van de lantaarnvissen (Myctophidae). De wetenschappelijke naam van het geslacht werd in 1949 voorgesteld door Fraser-Brunner.

## Soorten
- Protomyctophum andriashevi Becker, 1963
- Protomyctophum arcticum Lütken, 1892
- Protomyctophum beckeri Wisner, 1971
- Protomyctophum bolini Fraser-Brunner, 1949
- Protomyctophum chilense Wisner, 1971
- Protomyctophum choriodon Hulley, 1981
- Protomyctophum crockeri Bolin, 1939
- Protomyctophum gemmatum Hulley, 1981
- Protomyctophum luciferum Hulley, 1981
- Protomyctophum normani Tåning, 1932
- Protomyctophum parallelum Lönnberg, 1905
- Protomyctophum subparallelum Tåning, 1932
- Protomyctophum tenisoni Norman, 1930
- Protomyctophum thompsoni Chapman, 1944